# Baudenkmalensemble Südliche Wallbebauung
Das Baudenkmalensemble Südliche Wallbebauung ist eine Gruppe von Baudenkmalen in der niedersächsischen Stadt Wolfenbüttel.  Der Stand der Liste ist der 17. August 2022. Die Quelle der Baudenkmale ist der Denkmalatlas Niedersachsen.

## Gruppe: Südliche Wallbebauung
Baudenkmal (Gruppe):

| Lage                        | Bezeichnung           | Beschreibung | ID       | Bild |
| --------------------------- | --------------------- | ------------ | -------- | ---- |
| 52° 9′ 33″ N, 10° 32′ 11″ O | Südliche Wallbebauung |              | 33862385 | BW   |

Baudenkmale (Einzeln) in der Gruppe in den Straßen:

### Bahnhofstraße
| Lage                                        | Bezeichnung        | Beschreibung | ID       | Bild |
| ------------------------------------------- | ------------------ | ------------ | -------- | ---- |
| Bahnhofstraße 11 52° 9′ 35″ N, 10° 32′ 4″ O | Verwaltungsgebäude | Landratsamt  | 33872761 |      |

### Harztorwall
| Lage                                       | Bezeichnung        | Beschreibung                                                                                       | ID       | Bild           |
| ------------------------------------------ | ------------------ | -------------------------------------------------------------------------------------------------- | -------- | -------------- |
| Harztorwall 1 52° 9′ 37″ N, 10° 32′ 4″ O   | Wohnhaus           | | 33872719 |                |
| Harztorwall 52° 9′ 36″ N, 10° 32′ 7″ O     | Kirche             | Römisch-katholische St.-Petrus-Kirche, 1889–1891 nach Plänen des Architekten Richard Herzig erbaut | 33872276 | Weitere Bilder |
| Harztorwall 5 52° 9′ 34″ N, 10° 32′ 10″ O  | Villa              | | 33872654 | BW             |
| Harztorwall 6 52° 9′ 34″ N, 10° 32′ 10″ O  | Wohnhaus           | | 33872633 | BW             |
| Harztorwall 7 52° 9′ 34″ N, 10° 32′ 12″ O  | Wohnhaus           | | 33872612 |                |
| Harztorwall 8 52° 9′ 34″ N, 10° 32′ 12″ O  | Wohnhaus           | | 33872591 | BW             |
| Harztorwall 9 52° 9′ 34″ N, 10° 32′ 13″ O  | Wohnhaus           | | 33872560 |                |
| Harztorwall 10 52° 9′ 34″ N, 10° 32′ 15″ O | Wohnhaus           | | 33872539 |                |
| Harztorwall 11 52° 9′ 34″ N, 10° 32′ 16″ O | Wohnhaus           | | 33872518 |                |
| Harztorwall 12 52° 9′ 34″ N, 10° 32′ 17″ O | Wohnhaus           | | 33872497 |                |
| Harztorwall 13 52° 9′ 34″ N, 10° 32′ 18″ O | Wohnhaus           | | 33872476 |                |
| Harztorwall 14 52° 9′ 35″ N, 10° 32′ 19″ O | Wohnhaus           | | 33872455 |                |
| Harztorwall 24b 52° 9′ 33″ N, 10° 32′ 7″ O | Verwaltungsgebäude | | 33872408 | BW             |
| Harztorwall 52° 9′ 32″ N, 10° 32′ 16″ O    | Wallanlage         | | 33864364 | BW             |

### Robert-Everlien-Platz
| Lage                                                | Bezeichnung | Beschreibung          | ID       | Bild |
| --------------------------------------------------- | ----------- | --------------------- | -------- | ---- |
| Robert-Everlien-Platz 1 52° 9′ 35″ N, 10° 32′ 21″ O | Schule      | früher Harztorwall 15 | 33872432 | BW   |